# ヤッターマン (映画)
『ヤッターマン』は、2009年3月7日に公開された日本映画。監督は三池崇史、主演は櫻井翔。

## 概要
タツノコプロ原作のアニメ『タイムボカンシリーズ ヤッターマン』（以下「アニメ第1作」）およびリメイク版『ヤッターマン』（以下「アニメ第2作」）の実写映画化作品であり、ストーリーフォーマットはアニメ第1作をベースとしている。タイムボカンシリーズ作品では初の実写映画化となる。また、タイムボカンシリーズ初のドルビーデジタル5.1chサラウンド音声で制作された。
2007年4月10日に『科学忍者隊ガッチャマン』の実写映画版と共に発表された。発表当時、キャスト衣装などは全て謎のまま、2007年冬に主要キャスト発表、2008年1月に三悪キャスト発表、秋にヤッターマン衣装お披露目→三悪衣装お披露目と小出しに紹介され、特に三悪の衣装やキャストに注目が集まっていた。
これまでに実写映画化されたタツノコプロのアニメ作品には、『CASSHERN』（『新造人間キャシャーン』）、『スピード・レーサー』（『マッハGoGoGo』）などもあるが、それらはどれも原作アニメをベースにしつつも大幅なアレンジが加えられていた。しかし本作品は、以下のように極力原作アニメを意識した作りになっている。
- 滝口順平（ドクロベエ）、山寺宏一（ヤッターワン他）、たかはし智秋（オモッチャマ）といったアニメ第2作と同じ声優陣の起用[3][注釈 1]。
- 神保正明、山本正之といったアニメと同じスタッフが音楽を手掛け、アニメの主題歌をアレンジして挿入歌として使用。
- 「ポチッとな」「アラホラサッサー！」「やっておしまい！」「スカポンタン!!」「説明しよう！」などの台詞や、ヤッターマンの「勝利のポーズ」、ドクロベエの「ママより怖いおしおきタイム」など、アニメでおなじみの要素の再現。

監督の三池も「とにかく明確だったのは、子供のころに見た『ヤッターマン』の感じを、限りなく再現したいということだった」と語っている。
アニメ第2作とはしばしばタイアップが行われており、2008年11月24日に放送された限定版第2弾では、本作品でドロンボー一味を演じる3人がゲスト出演。アニメ版ドロンボー一味が実写版ドロンジョ＝深田恭子の指輪を狙うという内容でメカでの対決も行った。なお、この話でドロンボー一味3人のコスチュームが解禁されたほか、劇中で予告編が流れた。また、2009年2月23日に放送された第32話でも再び予告編が流れ、第33話ではおしおき執行中に主演の櫻井が視聴者に挨拶をした。
深田と生瀬勝久は1999年に放送されたドラマ『鬼の棲家 Don’t be a cry baby』以来10年ぶりの共演である。
本映画は、週間興行収入ランキングで公開週から4週連続で1位を達成し、2009年春休みのナンバー1ヒット映画となった。また、2009年度の邦画興業成績ランキングでも第9位となる好成績を収めた。

## ストーリー
四つ揃うと願いが叶うという伝説のドクロストーンを巡って、いつものように週に一度の戦いを繰り広げるヤッターマンと、自称「泥棒の神様」ドクロベエ率いるドロンボー一味。考古学者の海江田博士もドクロストーンの魅力にとりつかれており、発見したドクロストーンの一つを娘の翔子に託したまま姿を消してしまう。
行方不明になった父の捜索を翔子から依頼されたヤッターマンたちは、二つ目のドクロストーンをオジプトの遺跡で発見する。ドロンボーたちとの激戦の末、ドクロストーンを基地に持ち帰ったヤッターマン。
今やヤッターマンたちの手元にはドクロストーンが二つ。そのころ、世界では様々な場所からいろいろな物が消え始める異変が起きはじめる。この異変にはドクロストーンが関係し、そのすべてが集まると時間の流れが狂い、地球そのものが消えてしまうかもしれないとオモッチャマは言う。その危機を察知したヤッターマンは、ドクロベエの計画を阻止するべく翔子と共に四つ目のドクロストーンがあるという南ハルプスへ向かう。

## 登場キャラクター

### ヤッターマン
2人揃って「ヤッターマン」。「ヤッターマンがいる限り、この世に悪は栄えない!!」が決め台詞。実写版では風になびかせる表現が困難だったという理由から、マフラーを着用しない。また、普段は2人とも黒髪だが、変身時のみ金髪に変化する。高田玩具店・上成電気店は新橋駅前にあり、基地は高田玩具店の地下にある。
高田 ガン（たかだ ガン） / ヤッターマン1号
演 - 櫻井翔（嵐）
本作品の主人公。愛称は「ガンちゃん」。高田玩具店の一人息子で、メカいじりが得意。一人称は「俺」。
ヤッターワンをはじめとする数々のメカは、すべてガンちゃんが造っている。明るく活発で、好奇心旺盛。面倒見のいい親分肌な性格。負けず嫌いな面もあり、目標に向かって情熱を燃やすタイプ。包容力はめっぽう強いが恋愛には疎く、翔子を保護するまでドクロストーンが何なのか知らなかったなど、どこか性格が軽く抜けている部分もある。設定や性格など第1期と第2期を足して2で割ったような感じになっている。
ドロンボーと敵対しているがフェアプレイをモットーとしており、瓦礫の下敷きになりそうだったドロンジョを助ける一面を見せた。その際に誤ってキスをしたのが原因でアイちゃんとの関係にすれ違いが生じてしまうが、最終的にはアイちゃんの目の前でドロンジョを振り、アイちゃんへの想いを告げたことから関係は修復した。
変身した姿は白のつなぎに身を包み、持ち前の運動神経とケンダマジックを武器に、正義のために戦う。
上成 愛（かみなり あい） / ヤッターマン2号
演 - 福田沙紀
本作品のヒロイン。愛称は「アイちゃん」。ガンちゃんのガールフレンド。上成電気店の一人娘で、電気系統の知識に長ける。一人称は「私」。
仲間意識が強く飾り気のない明るさが魅力だが、気が強く極度のヤキモチ妬きでもある。設定や性格などどちらかというと第2期寄りとなっている。ガンちゃんの前では一途で真っ直ぐな恋する乙女。その一方で、ドロンジョとガンちゃんの気持ちにヤキモキさせられるが、クライマックスのシーンでは彼女を助けていることから、良きライバルとして認めている。
変身した姿はピンクのつなぎに身を包み、シビレステッキを武器にして戦う。1号と同様に優れた運動神経を持ち、男性顔負けの活躍をする。
オモッチャマ
声 - たかはし智秋
ガンちゃんが作った人工知能搭載の情報分析サイコロ型ロボット。動力は単三電池2本で、頭のプロペラで空を飛びドロンボー一味のインチキ商売を発見することも。高田玩具店のマスコットである。一人称は「ボッチ」で、語尾に「～だコロン」。
ドクロストーンの影響で一度消滅するが、何とか復活した。声の関係か性格や設定などは第2期と同じで、アイちゃんが「ついでに復活してよかった」と言った際、ショックを受けていじける場面があった。

### ドロンボー一味
週に一回ヤッターマンと戦いを繰り広げる、ドロンジョをリーダーとした、ボヤッキー、トンズラーの三人組。ドクロベエの手先となり、伝説の石・ドクロストーンを探すために各地で悪さを働く。ボヤッキーとトンズラーの特徴的な鼻（前者は足先の長い靴のような形をした鼻、後者はブタの鼻に似たような形をした鼻）は付け鼻で、出べそはベルトで表現されている。アニメ版に比べ、白兵戦でもメカ戦でもヤッターマンを追い詰めるなど実力は高く、作中での戦績は二敗一分だが、敗北はいずれも失策による自滅で、実力で完敗したことはなく、引き分けの際にもヤッターワンを道連れに破壊している。アニメ版にゲスト出演した際も、アニメ版のドロンボーやヤッターマンも追い詰めた。なお、深田恭子は握手会でドクロベエに会っていたが彼であることに気付かなかった。
ドロンジョ
演 - 深田恭子
ドロンボーの女ボス。自らの手は汚さずにボヤッキーやトンズラーをアゴで使い、自らのミスによる敗北に逆ギレするなど完全な女王様気質だが、平凡で家庭的なお嫁さんになることを夢見る古風な一面も持つ。ドクロベエには頭が上がらず、命令されるままにドクロストーンを探している。戦いの中、ふとしたことでヤッターマン1号に恋してしまうが、最終的にヤッターマン1号は2号を選んだため、その想いは報われなかった。これは第1作目ではドロンジョは終盤で1号に惚れるというオマージュから。
- 深田はこのドロンジョ役で、第52回ブルーリボン賞助演女優賞、第19回東京スポーツ映画大賞助演女優賞を受賞した。

ボヤッキー
演 - 生瀬勝久
ドロンボー一味のメカ設計のリーダー。全国の女子高生を独占することを夢見ているが、実際はドロンジョをひそかに想い、ヤッターマン1号が事故でドロンジョの唇を奪った時、激しく嫉妬したり、彼女を振った際、怒りを顕にするなどアニメ版に比べ一途な部分は見られるが、ドロンジョからは「友達」扱いされているだけで、全く報われていない。
メカ造りの腕は天下一品で、インチキ商売で荒稼ぎしたお金を惜しみなく費やし、様々なメカを発明するが、なぜかコックピットの自爆ボタンやゾロメカに感情入れて出世し過ぎて言うこと聞かなくなって反旗起こさせてしまうなどの余分な機能を搭載してしまう。「ポチッとな」が決めゼリフ。
トンズラー
演 - ケンドーコバヤシ
ドロンボー一味の力技のリーダー。素敵なお嫁さんが欲しいというアニメ版と異なり、無敵のプロレスラーになることを夢見ている。ブタ鼻や服からはみ出した太い腹からは荒々しさが感じられるが、アニメ版以上に見た目に似合わぬ仲間思いの人情派で、ドロンジョへの恋に悩むボヤッキーを励ましたり、活を入れたりするなど彼に強い友情を見せている。
コテコテの関西弁で話すが、アニメ版のように語尾に「まんねん」を付けることは少なく、一人称も「ワシ」になっている（ただし、アニメ版にゲスト出演した際はアニメ版の口調と一人称に合わせていた）。アニメ版同様、ボヤッキーのことを「ボヤやん」と呼ぶ。たまに意味もなく嘔吐する癖がある。
ドクロベエ
声 - 滝口順平
ドクロストーンを手に入れるため、ドロンボー一味に伝書ロボットを経由し「泥棒の神様」を自称して指令を与える謎の人物。その真の目的は時空を操るドクロストーンの力を利用し、過去や未来を自由に行き来し全てのものを盗んで真の泥棒の神になることと、ドロンジョを自分のものにすることだった。これは第1作目ではドロンジョがお気に入りだった設定を採用したものと思われ、第2作目で深田恭子本人に会った時もデレデレする描写があった。他にも第2作目では見られなかった『指令の歌』も本作品で復活している。
ドクロストーンは本作品では重要なアイテムという扱いであり、原作で登場した仮の姿が真の姿として登場し、本作品における仮の姿は渦巻き模様のついた骸骨というもの。一味がドクロストーンの入手に失敗したりヤッターマンに負けたりすると「おしおき」を執行する。
原作に比べてコミカルさは減り、目的のために罪のない人物を取り込んで利用するなど冷酷・悪辣な悪の親玉らしさが強調されている。仮の姿は考古学者の海江田博士を取り込んだもので、その姿でヤッターマンたちと対峙。ヤッターマンとの戦いで海江田と分離したことで正体を現し、奪い取ったドクロストーンの力で時空の穴を出現させドロンジョも連れ去ろうとするが、彼女が拒絶する様子を見たボヤッキーやトンズラーの離反を招く。最後はヤッターマン・ドロンボー一味の協力によりドクロストーンを破壊され、それによって閉じた時空の穴の入口に挟まれて消滅した。

### その他
海江田博士（かいえだはかせ）
演 - 阿部サダヲ
考古学者。翔子が生まれてすぐに妻を亡くしたため、男手一つで翔子を育てた。ロバを移動手段として使い、ムチを武器として持参している。ナルウェーでドクロストーンを見つけ出した直後、行方不明になるが、ドクロベエに取り込まれていた。最終的に娘を強く思う心でドクロベエと分離し解放され、娘と再会を果たした。
海江田 翔子（かいえだ しょうこ）
演 - 岡本杏理
海江田博士の娘。父親の捜索をヤッターマンに依頼する。昼夜や悪路を問わずに全力疾走するヤッターワンに長時間しがみ付き続け海で水しぶきを浴びたり、爆風に飛ばされて鼻血を出すなど、散々な目に合ってしまうが、父に会いたい一心で頑張る健気な女の子。
遊園地の従業員
演 - 山寺宏一
どくろ鮨の客
演 - 小原乃梨子（特別出演）、たてかべ和也（特別出演）、笹川ひろし
ボヤッキーやトンズラーからは懐かしさを感じると言われた人物たちでドロンボーにインチキ商売でぼったくりにあった。小原とたてかべはアニメ版のドロンボーの口調で話し、小原に至っては本作品では使われなかった『リューセキだね、流れ石だね、あっ流石だね』の名言を使った。
なお、ボヤッキー役の八奈見乗児は三悪で唯一顔出しNGだったため、ボヤッキーのモデルである笹川が代役で出演となった。
棒読み女
演 - 矢口アサミ
メガネのサラリーマン
演 - ムロツヨシ
その他
演 - 斎藤歩、松田俊政、三浦誠己、桃生亜希子、太田英明（文化放送）、水谷加奈（文化放送）、柳原哲也・平井善之（アメリカザリガニ）、柴田雄平、柏谷吉洋、ケチャップ、綾貴士、寺田有毅、安間里恵、青山玲子、入船加澄実、助川まりえ、林弓束、青柳有紀、大塚芽美、一本気伸吾、大森隆男、羽鳥慎一（日本テレビアナウンサー〈当時〉）、小林梨沙、上原美優、上坂すみれ、吉川亜紀子、加藤拓二、五味真由子、赤池裕美子、天田有希子、徳本恭敏、橘U子、加藤厚史、渡部美帆、玉利麻衣子、樋口星太郎、山本将利、高橋あゆみ

## 登場メカ

### ヤッターメカ
ヤッターワン
声 - 山寺宏一
ガンちゃんの父親が開発途中だったものを、後にガンちゃんが完成させた犬型ロボ。カラーリングはアニメ版と異なり、ほぼ赤色一色になっている。デザインにおいても、アニメ版にあった手回し式サイレンやレバーなどが省略されているなど、変更がある。地上だけでなく、海上をもホバー走行できる。会話も可能で、虫取り網も収納している。ホネ型のメカの素を食べてパワーアップし、ビックリドッキリメカを製造・放出することができる（製造の工程はアニメ第2作とほぼ同じ）。出動の際は、高田玩具店の近くにあるSL広場辺りから地上に出る。また、アニメ版と違い、ETCを搭載する。世界中どこでも移動は可能だが、内部に搭乗するスペースまでは設けられていない上にタラップにしがみついたポーズで常に移動する必要があり、この点は非常に苦しい。
しかしバージンローダーとの対決の際、攻撃を受けたショックで破壊寸前のバージンローダーに恋愛感情を抱いてしまい、キスをしながら抱き合い、バージンローダーの爆発に巻き込まれ大破してしまう。
アリメカ
ヤッターワンが生み出したビックリドッキリメカ。大群で登場し、強靭なアゴで敵メカを食い破る。バージンローダーに群がり、乳首を破壊しオイルを噴き出させる活躍をした。
ファンファーレメカ
ビックリドッキリメカの出動を盛り上げるためだけに登場するメカ。
ヤッターキング
声 - 山寺宏一
大破したヤッターワンのコアメカを再利用し、ガンちゃんが新たに作り上げた犬型ロボ。カラーリングはアニメ版と異なり、塗装されていないのかメタリック。ヤッターワンに比べて遥かに大型になり、新たに飛行能力も搭載された。大型化に伴ってヤッターワンの際に使用していた出入り口を通れなくなったため、出動の際は警告アナウンスが流れた後で高田玩具店のビルが真横に倒れ、その下から真上を向いて一気に成層圏まで上昇してから目的地に降下する。内部に搭乗することも可能だが、座席などはなく、気密性も保たれていないため、乗り心地は非常に悪い（命がけと言ったほうが適切）。ホネ型のメカの素を食べてパワーアップし、ビックリドッキリメカを製造・放出することができるのはヤッターワンと同じだが、メカの素はパワーアップしている。ちなみに挿入歌ではアニメ第一作通り「ブル！ドジラ！パンダ！コパンダ！」と歌われてはいるが、実際にこれらのメカを内部に格納しているかどうかは不明である。なお、山寺がヤッターキングを演じるのは本作品が最初で、後のアニメ版でもこの声質で演じた。
トビウオメカ
ドクロベエ要塞でヤッターキングが生み出したビックリドッキリメカ。ロケットのように縦横無尽に飛び回り、敵メカを大破させる。仲間がやられると、涙を流す。ブリメカに全滅。
ヤッターキング用ファンファーレメカ
ヤッターキングの大きさに合わせて巨大化し、オーケストラ構成になっている。ヤッターワンのものとカラーリングも変化している。
ヤッターペリカン
声 - 山寺宏一
エンディング後の次回予告で登場。デザインは第1期がモチーフ。イカタゴサク2に一度攻撃をするも、滅多打ちにあった。

### ドロンボーメカ
ダイドコロン
ドロンボー一味が乗り込む巨大メカ。「男の手料理」をコンセプトに造られている。包丁とフライパンを両手に持ち、両肩は花柄炊飯器。驚異的な火力で何でも炒めて破壊する「神田川俊郎アタック」や「ニンジンミサイル」が必殺技。操縦席は台所を模した形状になっておりネジが入ったレンジなどが置かれている。ヤッターワンのメカの素を破壊して追い詰めるが、勝利を確信したドロンジョが喜びのあまり自爆ボタンを押してしまい、自滅した。
アニメ第1作の第1話に登場した同名のメカをリファインしたもの。
バージンローダー
インチキウエディングドレスブティックでの売上金で製作した映画登場2番目のドロンボーメカ。ドロンジョの花嫁姿をコンセプトに作られており、女性的なフォルムが特徴。乳首部分から実弾を発射する「オッパイマシンガン」のみアニメ第1作の第37話に登場するメカ「ウェディングベラーズ」からリファインしたもので、残りは新たにデザインされた映画オリジナルメカである。頭部のウェディングケーキ部分からコックピットに乗り込む。アリメカに全身をジワジワと分解され乳首をちぎられるとのけぞり喘ぐ姿でヤッターワンを興奮させた。最期はヤッターワン共々大破。
操縦席はお嫁さんモチーフらしくメーターなどにハートが採用されている。
イカタゴサク
最終決戦に向けてインチキ回転寿司の売上金で作られたドロンボーメカでイカをモチーフにしている。アニメ第1作の第51話に登場した同名のメカをリファインしたもの。口からのイカスミ弾、8本の触手を含めた10本の腕が武器。股間部のイソギンチャクからゾロメカを放出することも可能。操縦席は純和風で後ろの扉がふすま状になっている。
ヤッターキングへの対抗策にハマチメカを生み出し、更にハマチメカから出世したブリメカにトビウオメカを全滅させたが、急激な出世の為に命令を聞かなくなったブリメカに襲われて大破、最終的にドロンボー一味が脱出するために自爆した。
ハマチメカ
ヤッターキングが生み出すトビウオメカの対抗策として登場する悪玉側のゾロメカ。外見はバネの付いたハマチ。
トビウオメカの体当たりで簡単に倒されてしまう程の弱さだが、実はハマチがブリに成長することに因んだ出世魚メカで、ボヤッキーの呼び掛けで体が展開、周りのハマチメカと合体してブリメカへと変化した。
ブリメカ
ハマチメカが互いに合体して誕生したメカ。ハマチメカよりも数段大きく、またパワーも高くなっている。
トビウオメカをあっという間に全滅させるが、ハマチからブリへと急激に出世しすぎた弊害でボヤッキーの命令を聞かなくなり、イカタゴサクに襲い掛かってしまった。
おだてブタ
ボヤッキーがドロンジョにおだてられて調子にのった時に出す特有の波長に反応して登場する小型メカ。すべてのドロンボーメカに搭載されている。
おしおき三輪車
ドロンボー一味が逃げる際に乗る3人乗りのタンデム自転車。ハンドルの中心のドクロはドクロベエとの通信機になっている。

## 用語
ドクロストーン
もともとはひとつだったが、今では4つに分解してしまい、世界中に散らばっている。全部集めると願いが叶うとされていたが、実際は全て集まると時間の流れが狂い、やがて光りだすと大事な何かが消えてしまう（例：富士山、火曜日、パチンコ屋の看板の「パ」など）。

## オマケの次回予告
ヤッターペリカンとイカタゴサク2の戦いや、ドクロベエの弟らしき人物、コスチュームが全身真っ白の白ドロンジョなどの謎の人物が登場する。オリジナルアニメの次回予告風に作られている（ただし、2010年4月23日に『金曜ロードショー』で地上波初放送となった際にはカットされ、放送されていない）。なお、ヤッターペリカンはボディは第1期をモチーフにしているが、声質や喋り方は第2期と同じインチキ外国人風となっている。

## スタッフ
- 原作：竜の子プロダクション
- 監督：三池崇史
- 脚本：十川誠志
- 音楽：山本正之、神保正明、藤原いくろう
- 製作総指揮：佐藤直樹、島田洋一
- 製作：堀越徹、馬場清
- 製作代表：富山幹太郎、野田助嗣、平井文宏、西垣慎一郎、三木明博、藤島ジュリーK.、堀義貴、奥野敏聡、成嶋弘毅
- エグゼクティブプロデューサー：奥田誠治、由里敬三
- プロデューサー：千葉善紀、山本章、佐藤貴博
- 撮影：山本英夫（J.S.C.）
- 美術：林田裕至
- 照明：小野晃、藤森玄一郎
- 録音：中村淳、柳屋文彦
- 編集：山下健治
- 音響効果：柴崎憲治
- キャラクターデザインリファイン：寺田克也
- 装飾：坂本朗
- キャスティング：杉野剛
- 助監督：山口義高
- 製作担当：深津智男
- キャラクタースーパーバイザー：柘植伊佐夫
- 特殊造形プロデューサー：蟻川昌宏
- 特殊衣装：竹田団吾
- 特殊メイク：若狭新一
- スタイリスト：伊賀大介
- 特殊メイク：若狭新一
- アクションコーディネイト：辻井啓伺、出口正義
- 操演：鳴海聡
- CGIプロデューサー：坂美佐子
- CGIディレクター：太田垣香織
- 監修：竜の子プロダクション（笹川ひろし、栃平吉和）
- 脚本協力：山本優
- 企画協力：門屋大輔
- 制作プロダクション：日活撮影所
- 制作協力：ジャンゴフィルム
- 配給：松竹、日活
- 企画制作：日活
- 製作：ヤッターマン製作委員会（日活、タカラトミー、松竹、バップ、読売テレビ放送、文化放送、ジェイ・ストーム、ホリプロ、オー・エル・エム、竜の子プロダクション、日本テレビ放送網、札幌テレビ放送、宮城テレビ放送、静岡第一テレビ、中京テレビ放送、広島テレビ放送[注釈 4]、福岡放送）

## 楽曲
主題歌「Believe」
作詞・作曲：100+ / Rap詞：櫻井翔 / 編曲：吉岡たく / 歌：嵐（ジェイ・ストーム）
劇中歌
「ヤッターマンの歌 2009」
作詞：若林一郎 / 編曲：藤原いくろう / 補作詞・作曲・歌：山本正之
- 新アレンジで再録音され、歌はオリジナル版と同じく山本正之が『タイムボカン王道復古』以来15年ぶりに担当。

「天才ドロンボー 実写版」
作詞・作曲：山本正之 / 編曲：藤原いくろう / 歌：ドロンボー（深田恭子、生瀬勝久、ケンドーコバヤシ）
- アラビア調にアレンジされている。

「ヤッターキング 2009」
作詞・作曲：山本正之 / 編曲・歌：ザ・クロマニヨンズ
- 原曲に比べてアップテンポにアレンジされている。

BGMはアニメ版と同じ神保正明と山本正之が音楽スタッフとして参加し、ヤッターマンの変身シーンの曲、ドクロベエの司令シーンの曲など、アニメ版と共通のものがある。他にも、前述の劇中歌3曲や『タイムボカン王道復古』の主題歌「-さんあく18年- 君を離さない チュッ☆」などの曲もBGMとして流れる。オープニングクレジットのBGMは山本の「ボカンで育って大人になって」が原曲。

## 宣伝活動
- ほとんどのメカがCGで描かれている中、ヤッターワンだけは全長5.5mのものが実際に制作され、そこにCGを駆使して撮影が行われた[3]。後に2008年8月23日 - 8月31日に開催されたわくわく宝島など全国各地のイベントで展示された。
- 2008年11月2日 - 3日に浜松町で行われた「浜松町グリーンサウンドフェスタ」では最新ポスタービジュアルが配布されていた。
- 主演を務めている縁から、2008年12月28日放送の『驚きの嵐!世紀の実験 学者も予測不可能SP5』では櫻井が「ドクロ雲は制作可能か?」という実験を、空気砲や花火や風船の中に小麦粉をいれた物などを用いて行った。結果は「CGでないと不可能」。
- 2009年元日に、ガンちゃんの衣装を着た櫻井の写真付き年賀状が裏面に印刷された、日本郵政グループからの挨拶状が全戸配布された。
- 2009年2月からエースコックのスーパーカップとのコラボレーションが行われている。
- 2009年2月3日放送の「テレ遊びパフォー!」に三池監督、福田がゲスト出演した際、映画の見所や、作中のシーンを用いて映画を撮るコツを述べていた。また、同番組の投稿作品の1本が映画と同時上映されることが発表された。
- 2009年3月2日放送の「嵐の宿題くん」に深田恭子とケンドーコバヤシが出演（その回はセットがヤッターマン仕様になっており“ヤッターマンSP”となった）[6]。嵐のみんなにヤッターマンの決めポーズ“Yの字になっての「ヤッター」”をやってもらったり、ヤッターマン裏トークなどをして宣伝に貢献した。
- 2009年2月7日 - 3月7日までの1カ月間、「A&G 超RADIO SHOW〜アニスパ!〜」内にて、オモッチャマ役のたかはし智秋がパーソナリティを務める『たかはし智秋のヤッターマンナビだコロン』を放送。最終回では共演者である櫻井、福田、深田からのメッセージが流れた（たかはし智秋は、ウエディングドレスのインチキ商売シーンに、インチキに騙される客役で顔出し出演している）。
- 2009年2月25日より東芝のホームページ内で公開されている『ヤッターマン×トウシバ』において実写版に連動した番外編エピソードが公開されており、ゲストとして実写版アイちゃん役の福田が出演しアニメ版のアイちゃん（CVは伊藤静）と協力してドロンボーと戦う。
- 製作元である日活が運営しているCSチャンネルのチャンネルNECOでは映画公開を記念して2009年3月に『ヤッターマン』公開記念大特集と題してメイキング番組（MCはトンズラー役のケンドーコバヤシ）を放送するほか、ドロンジョ役の深田が主演の映画&ドラマと『タイムボカン王道復古』などのタツノコアニメのOVA&映画を放送する。
- 2009年2月27日放送の『ぐるぐるナインティナイン』の「ゴチになります!」において宣伝の一環として櫻井が出演。また、恒例の岡村の財布ネタは櫻井の出演にちなんでヤッターワンのおもちゃの中にお金を入れていた。
- 2009年3月1日放送の『新堂本兄弟』にトンズラー役のケンドーコバヤシが出演。レギュラーである深田と共にトークを繰り広げた。また、番組の最後で『天才ドロンボー実写版』を映画の衣装で熱唱した（この日、不在だった生瀬が演じたボヤッキーのパートはブラザートムが歌った）。なお、映画で使用されているものとはアレンジが異なり、吉田建が編曲を担当した。
- 2009年3月6日放送のドラマ『歌のおにいさん』第7話に「ヤッターマンの役者」として櫻井が本人役で出演した。また、劇中のテレビに本作品の映像が映り、BGMに『ヤッターマンの歌2009』が使用された。
- 2009年3月24日より全国のコンビニでヤッターマンに登場するキャラクター（全8種）のキーホルダーが付いた三ツ矢サイダーレモン味の500mlペットボトルが限定発売された[注釈 6]。
- 2010年4月10日 - 4月24日の日本テレビ『春のニッテレ×アラシ大作戦』キャンペーンの一環として、2010年4月23日に『金曜ロードショー』でヤッターマンが地上波で初めて放送された。それを記念して2010年4月16日の同番組（『名探偵コナン 漆黒の追跡者』を放送）で櫻井が視聴者に挨拶をした。4月23日の冒頭でも櫻井が挨拶をしている。なお、『金曜ロードショー』での視聴率は11.0％（関東地区）であった。その翌夕偶然にもTOKYO MXで第1作の最終回＝第108話が放映され、最後の三悪が解散するシーンは、実写版のデジャブを感じさせる演出となった。
- 2010年11月にはチャンネルNECOでTV初放送された[7]。

## DVD・ブルーレイ
発売・販売元はバップ。
- ヤッターマン 徹底ナビゲートDVD（1枚組、レンタル専用）
- ヤッターマン “てんこ盛りDVD”（DVD3枚組）- ジャケットの色は赤
- ヤッターマン “てんこ盛りブルーレイ”（本編BD+2枚組特典DVD）- ジャケットの色は青
  - ディスク1：本編ディスク
  - ディスク2：特典DVD1：ビジュアル・コメンタリーディスク
  - ディスク3：特典DVD2：お楽しみディスク
  - 封入特典：ブックレット
  - 特製アウターケース付きデジパック仕様